# Feria Internacional del Libro de El Cairo
La Feria Internacional del Libro de El Cairo (en árabe: معرض القاهرة الدولي للكتاب , en inglés: Cairo International Book Fair) es una feria del libro de gran importancia y magnitud que tiene lugar cada año en El Cairo, Egipto, en el Centro Internacional de Conferencias de El Cairo en Madīnat an-Naṣr, cerca de la Universidad de Al-Azahar. Es organizada por la Organización General del Libro egipcio.

## Magnitud
La Feria Internacional del Libro de El Cairo es una de las ferias del libro más grandes del mundo, atrayendo cientos de vendedores de libros de todo el mundo y más de 2 millones de visitantes cada año. Es la feria del libro más importante de Egipto, por delante de la Feria Internacional del Libro de Alejandría, y la más importante del mundo árabe, además de la más antigua.  En el 2006 fue la segunda feria del libro más grande del mundo después de la Feria del Libro de Fráncfort.
También la feria se destaca porque las casas editoriales de El Cairo producen aproximadamente tres de cada cinco libros en idioma árabe en el mundo, y la Organización General del Libro egipcio estatal - que coordina la feria - es la casa editorial de libros más grande en el mundo árabe. La feria presenta paneles y oradores de casas editoriales privadas y agencias gubernamentales de muchas partes del mundo, además de minoristas de libros, video y otros medios de comunicación. Conferencias, lecturas y otros acontecimientos públicos tienen lugar durante las casi tres semanas que dura la feria, y se presenta material en árabe, inglés y otros idiomas. La feria atrae a los ciudadanos egipcios, con actividades de comunicación sobre temas establecidos, acontecimientos al aire libre y fuegos artificiales para entretener a los visitantes.
La FILC fue fundada en 1969 por la Organización General del Libro egipcio, un grupo de casas editoriales y minoristas gubernamentales, coincidiendo con celebraciones del centésimo aniversario de la fundación de la ciudad de El Cairo.  Su versión cuadragésima primera tuvo lugar entre el 21 de enero hasta el 5 de febrero de 2009.

## Controversia
En los últimos años la FILC ha sido centro de controversias a causa de acusaciones de que se ha prohibido la presentación en la feria de: autores militantes izquierdistas y/o musulmanes, obras críticas al gobierno y obras que presentan pasajes o temas considerados controvertidos a nivel sexual o cultural. Durante la feria de 2000, protestantes islámicos se alzaron contra libros que consideraron ofensivos, resultando en hechos de violencia. Ese año, más de 2.000 miembros de grupos estudiantiles musulmanes protestaron fuera de la Universidad de Al-Azhar, llevando a cabo protestas públicas contra el gobierno egipcio, con episodios de violencia, 75 detenciones y varias heridas. Los estudiantes protestaban contra una casa editorial del Ministro de Cultura egipcio que publicó y puso a la venta ejemplares de la novela Un banquete para alga marina, del escritor sirio Haidar Haidar. Después de las protestas, dos miembros de la casa editorial también fueron detenidos por "desacreditar la religión" y por publicar una obra "ofensiva a la moral pública".
Durante los años siguientes, varios libros presentados por casas editoriales extranjeras han sido confiscados por autoridades egipcias. Estos han incluido obras del checo Milan Kundera, el marroquí Mohamed Choukri, el saudí Ibrahim Badi y los libaneses Hanan al-Shaykhy y Elias Khoury. En el 2005, la policía egipcia detuvo varios vendedores de libros y activistas en la feria, acusando a dos periodistas egipcios con "diseminar propaganda falsa contra el gobierno" y a  otros por presentar una obra declaradamente socialista.